# Fédération d'Arabie saoudite de basket-ball
La fédération d'Arabie saoudite de basket-ball est une association, fondée en 1964, chargée d'organiser, de diriger et de développer le basket-ball en Arabie saoudite.
La fédération représente le basket-ball auprès des pouvoirs publics ainsi qu'auprès des organismes sportifs nationaux et internationaux et, à ce titre, l'Arabie saoudite dans les compétitions internationales. Elle défend également les intérêts moraux et matériels du basket-ball saoudien. Elle est affiliée à la FIBA depuis 1964, ainsi qu'à la FIBA Asie.
La fédération organise également le championnat national.